# سیچلاید رنگین کمانی
سیچلاید رنگین کمانی با تام علمی Herotilapia multispinosa (قبلاً: Archocentrus multispinosus )، یک ماهی آب شیرین بومی آمریکای مرکزی از خانواده سیچلایدها است. در حوزه آبریز اقیانوس اطلس کشور هندوراس ، نیکاراگوئه و کاستاریکا از رودخانه پاتوکا (هندوراس) در جنوب تا رودخانه ماتینا (کاستاریکا) و در دامنه اقیانوس آرام نیکاراگوئه و کاستاریکا از رودخانه گواسائول در جنوب تا رودخانه تمپیسک یافت می شود. نمونه هایی از این گونه در رودخانه Choluteca در سمت اقیانوس آرام هندوراس نیز دیده شده است.  سیچلاید رنگین کمان در دریاچه‌ها و مرداب هایی با کف گل آلود زندگی میکند و بیشتر از جلبک‌ها تغذیه می‌کند.  از نظر تجاری به عنوان یک ماهی آکواریومی اهمیت دارد. سیکلید رنگین کمان محدوده pH ۷٫۰ تا ۸٫۰، سختی آب ۹ تا ۲۰ dGH و محدوده دمایی ۲۱ تا ۳۶ درجه سانتیگراد را ترجیح می دهد.